# Харовськ
Харовськ — місто (з 1954 року) в Росії, адміністративний центр Харовського району Вологодської області.
Місто розташоване на Харовському пасмі, на лівому березі річки Кубені, за 89 км на північ від Вологди. Залізнична станція «Харовський».
Харовськ утворює міське поселення «Місто Харовськ», а також є центром сільського поселення Харовське.

## Історія
Населений пункт виник як селище при будівництві станції та моста на перетині залізниці з річкою Кубеною. Станція відкрита в 1898 році й до 1904-го називалася Кубіно, потім Лєщево і з 1914 року — Харовська.
У 1903 році засноване селище Харовське при будівництві скляного заводу.
У 1930-і роки в селищі були побудовані лісозавод № 45, харчокомбінат, шпалопросочувальний завод, завод з виробництва заготівель для музичних інструментів, хлібокомбінат, молочний завод, льонозавод та філія оптико-механічного заводу. 31 грудня 1932 року селище отримало статус робітничого селища, а 28 жовтня 1954 року перетворене на місто Харовськ.

## Промисловість

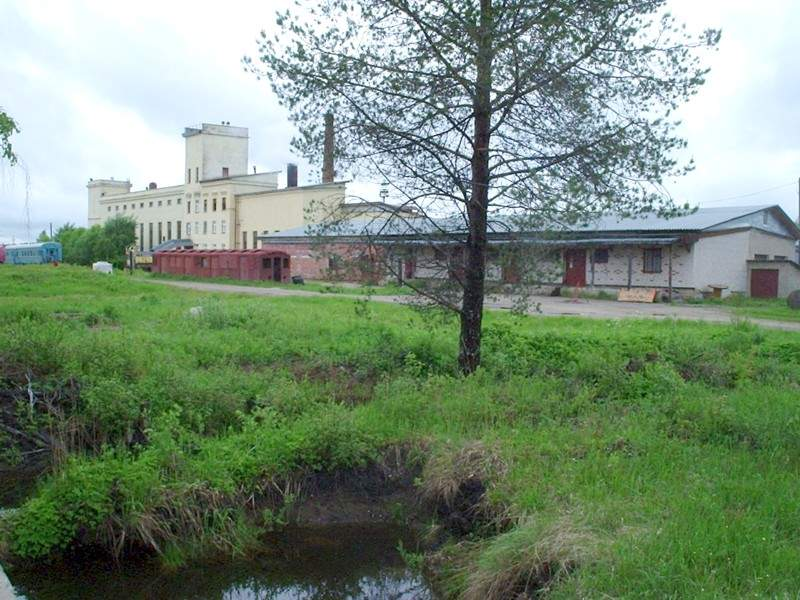
Харовський шпалопросочувальний завод

- «Харовськліспром» (колишній лісопромисловий комбінат «Лесдок»);[2]
- «Харовський лісопереробний завод» (колишній лісозавод «Резонанс»);
- Завод технологічного обладнання (обладнання для галузей АПК);
- Шпалопросочувальний завод — єдиний виробник дерев'яних шпал для Північної залізниці. На заводі діє вузькоколійна залізниця. Реорганізоване на «Харовський шпалопросочувальний завод», філія ВАТ «ТрансВудСервіс»;
- лісозаготівельні — Семигородний ліспромгосп;
- вирощують зернові культури, льон, багаторічні трави; м'ясо-молочне скотарство;
- родовища торфу, цегельних та керамічних глин, скляних пісків, гравію, туфу;
- ТОВ «Профмастер» (колишнє підприємство «Профіль»).